# SC Großrosseln
Der Sportclub 1910 Großrosseln ist ein Fußballverein aus der saarländischen Gemeinde Großrosseln.

## Geschichte
Der Verein wurde im Jahr 1910 als SC Germania gegründet. Zehn Jahre später schloss sich der SC Jungborn der Germania an. In der Folgesaison schaffte das Team erst den Aufstieg in die B-Klasse und drei Jahre später in die A-Klasse.
Nach der Wiederaufnahme des Spielbetriebes im Oktober 1945 startete das Team in der Kreisklasse II. Im Zweijahresrhythmus erfolgte dann dreimal der Aufstieg bis zur Landesliga. Nach der Neueinteilung der Klassen 1977 musste der Verein wieder zurück bis in die Bezirksliga.
Größter Erfolg des Vereins war das Erreichen der Endrunde des DFB-Pokals 1994/95 als damaliger Landesligist. Der SC Großrosseln hatte das Endspiel im Saarlandpokal gegen den FSV Saarwellingen mit 3:2 gewonnen. In der ersten Hauptrunde unterlag der Verein in Völklingen dem Hamburger SV mit 1:5.
Der Verein spielt derzeit in der saarländischen Verbandsliga Südwest.
Zum Beginn der Saison 2020/21 bildet der SC Großrosseln zusammen mit der benachbarten SG St. Nikolaus als SG Großrosseln / St. Nikolaus eine Spielgemeinschaft.